# Oublesse Conti
Oublesse Conti (1925 – 6 agosto 2013) è stato un politico italiano, ex presidente della provincia di Firenze.

## Biografia
Fin da giovane è prima sindacalista della Fiom-CGIL e poi segretario cittadino del Partito Comunista Italiano di Sesto Fiorentino. Nel 1969 diventa sindaco del comune, mantenendo la carica fino al 1975; uno degli atti più significativi del suo mandato è la decisione di municipalizzare la rete del gas metano, con la creazione della Consiag. 
Nel 1980 diventa consigliere provinciale e nel 1981 viene eletto presidente della provincia di Firenze, rimanendo in carica fino alle elezioni del 1985. 
Muore nell'agosto 2013, all'età di 88 anni.